# Bombardement de la Corée du Nord
Guerre de Corée
Batailles
Offensive nord-coréenne :

(juin 1950 - septembre 1950)
- Pokpung
- Chuncheon
- Séoul (1re)
- Busan (navale)
- Chumunjin
- Osan
- Pyeongtaek
- Cheonan
- Chochiwon
- Daejeon
- Sangju
- Yongdong
- Hwanggan
- Notch
- Périmètre de Busan

Contre-offensive de l'ONU :

(septembre 1950 - octobre 1950)
- Incheon
- Bombardement de Pyongyang
- Pyongyang

Intervention chinoise :

(octobre 1950 - avril 1951)
- Onjong
- Unsan
- Chongchon (Wawon)
- Réservoir de Chosin
- Évacuation de Hŭngnam
- Séoul (3e)
- Twin-Tunnels
- Jipyeong-ri
- Imjin
- Kapyong

Impasse :

(août 1951 - juillet 1953)
- Crèvecœur
- Fleuve Han
- Opération Commando
- Maryang San
- Suncheon
- Barrage de Sui-Ho
- Triangle Hill
- le Crochet
- Fleuve Samichon
- Armistice de Panmunjeom

Post armistice :
- Raid sur la Maison Bleue
- Attaque de l'EC-121
- Incident du peuplier
- Infiltration de Gangneung
- Guerre du crabe

Le bombardement de la Corée du Nord est une campagne militaire américaine qui s’inscrit dans le contexte de la guerre de Corée.

## Contexte
Selon l'auteur britannique Ernie Trory dans un livre édité en 1984, lors d’une réunion en octobre 1949 à Séoul, le chef de la mission militaire américaine en Corée (American Military Mission in Korea), le général William Lynn Roberts, déclara : « Il y a eu de nombreuses attaques sur le territoire au nord du 38e parallèle sur mes ordres et il y en aura bien d'autres dans les jours à venir… Désormais, l'invasion du territoire au nord du 38e parallèle par les forces terrestres sera conduite sur les ordres de la mission militaire américaine ».
Trois mois plus tard, en janvier 1950, le même commandant des forces armées américaines en Corée déclare : « La campagne contre le Nord a été décidée et la date de son exécution n'est plus très loin ».
Néanmoins, la guerre de Corée débuta officiellement, selon l’Organisation des Nations unies, le 25 juin 1950 lorsque les forces armées de la Corée du Nord franchirent à leur tour le 38e parallèle, qui divisait alors le pays en deux, et envahirent la Corée du Sud – en réponse à ces nombreuses incursions des troupes « sudistes » soutenues par les États-Unis. Le président américain Harry S. Truman décida d’endiguer « l’expansion communiste » en Asie orientale ce qui prend par surprise les communistes. Ceux-ci avaient en effet prévu une inaction américaine pour la Corée comme l'analyse Henry Kissinger. Ainsi, le 27 juin 1950, les troupes onusiennes, menées principalement par les forces américaines, entrèrent officiellement en guerre, en soutien au gouvernement de Corée du Sud dirigé par l’américaniste Syngman Rhee.

## Déroulement des bombardements sur le territoire nord-coréen

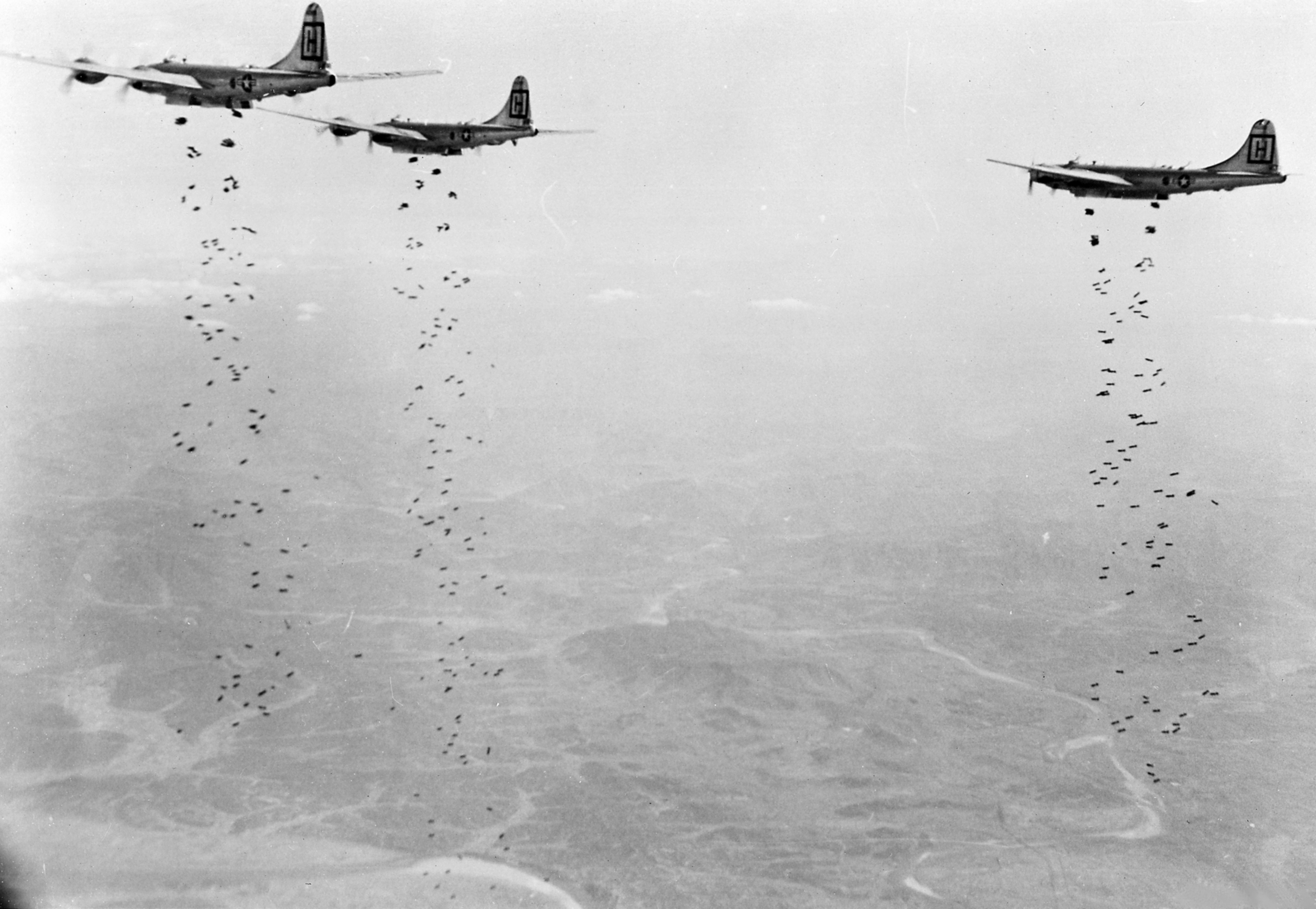
Plusieurs B-29 américains de la 98e BG(M) de la United States Air Force larguant des « tapis de bombes » sur la Corée du Nord en 1951

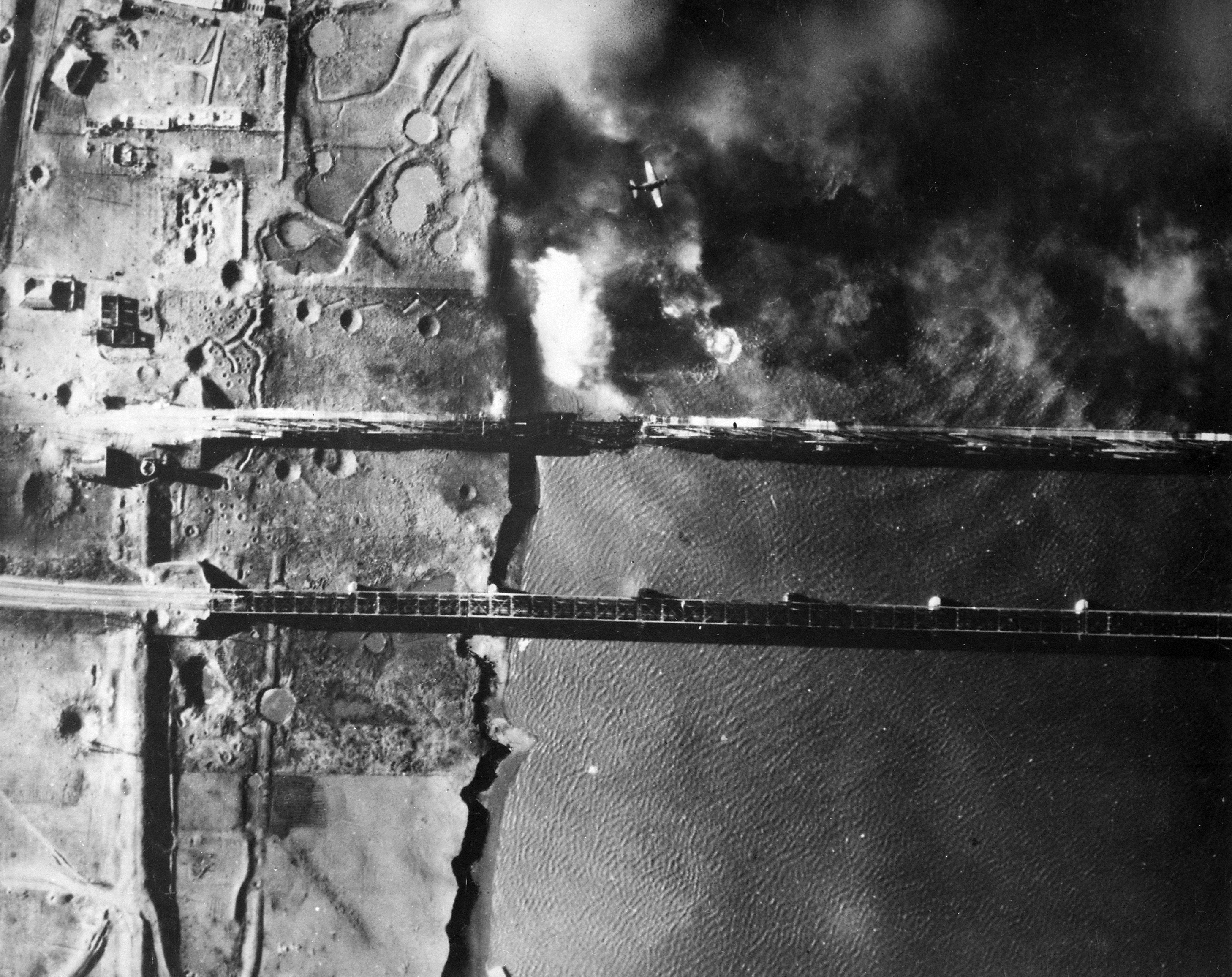
Bombardement d’un pont transfrontalier entre la Corée du Nord et la Chine, en novembre 1950, par un AD-3 de la Marine américaine.

Au cours des 37 mois de ce conflit, les forces armées des États-Unis du Commandement des Nations unies en Corée ont employé 576 000 tonnes de bombes dont 412 000 pour l'USAF dont une bonne part dans des opérations de bombardements stratégiques. 29 535 tonnes de napalm ont été également larguées.
Employé uniquement pour des bombardements conventionnels et des missions de reconnaissance, le Boeing B-29 Superfortress fut le seul bombardier stratégique américain à intervenir au cours de ce conflit. Cinq groupes de bombardement et un de reconnaissance du Strategic Air Command équipés de cet avion furent mis à la disposition du Far East Air Forces fin 1950. Plus de 150 000 tonnes de bombes furent larguées au cours des trois années de guerre. À partir de 1951, ces missions deviennent plus périlleuses pour les Américains à cause de l’apparition des MiG-15, pilotés par les Coréens, forçant l'USAF à n'opérer que de nuit. Au total, 34 B-29 sont perdus, dont 16 abattus par les chasseurs nord-coréens. Ces bombardiers sont crédités, en 1976, avoir touché 27 avions nord-coréens.

### 1950
Dès juillet 1950, selon l’historien américain Bruce Cumings, des bombardements systématiques et d’une envergure encore inégalée à l’époque furent conduits par l’aviation américaine sur la majeure partie des villes nord-coréennes en vue de la destruction de ces villes et de leurs populations, civiles comme militaires.
Le napalm fut utilisé sur une plus grande échelle que plus tard pendant la guerre du Viêt Nam et ses dommages furent aussi plus importants, dû à la plus grande concentration de la population en Corée du Nord.
Bruce Cumings écrit : « La ville industrielle de Hŭngnam fut la cible d’une attaque majeure le 31 juillet 1950, au cours de laquelle 500 tonnes de bombes furent lâchées à travers les nuages. Les flammes s’élevèrent jusqu’à une centaine de mètres. L’armée américaine largua 625 tonnes de bombes sur la Corée du Nord le 12 août, un tonnage qui aurait requis une flotte de 250 B-17 pendant la Seconde Guerre mondiale. Fin août, les formations de B-29 déversaient 800 tonnes de bombes par jour sur le Nord. Ce tonnage consistait en grande partie en napalm pur. De juin à fin octobre 1950, les B-29 déversèrent 3,2 millions de litres de napalm. »
Le 6 août 1950, un officier américain donne l’ordre à l’armée de l’air « que soient oblitérées les villes suivantes : Chongsong, Chinbo et Kusu-Dong. »
Le 16 août, cinq formations de B-29 larguèrent des centaines de tonnes de napalm sur une zone rectangulaire identifiée au radar, près du front. On trouve un ordre similaire le 20 août.
Le 26 août, on trouve dans ces mêmes archives la simple mention : « Onze villages incendiés ».
De juin à fin octobre 1950, les B-29 déversèrent 3,2 millions de litres de napalm sur des villes et villages nord-coréens.
Le 8 novembre, soixante-dix-neuf B-29 déversèrent 550 tonnes de bombes incendiaires sur la ville de Sinuiju, la « rayant de la carte », selon un message du lieutenant général George Stratemeyer adressé au général MacArthur.

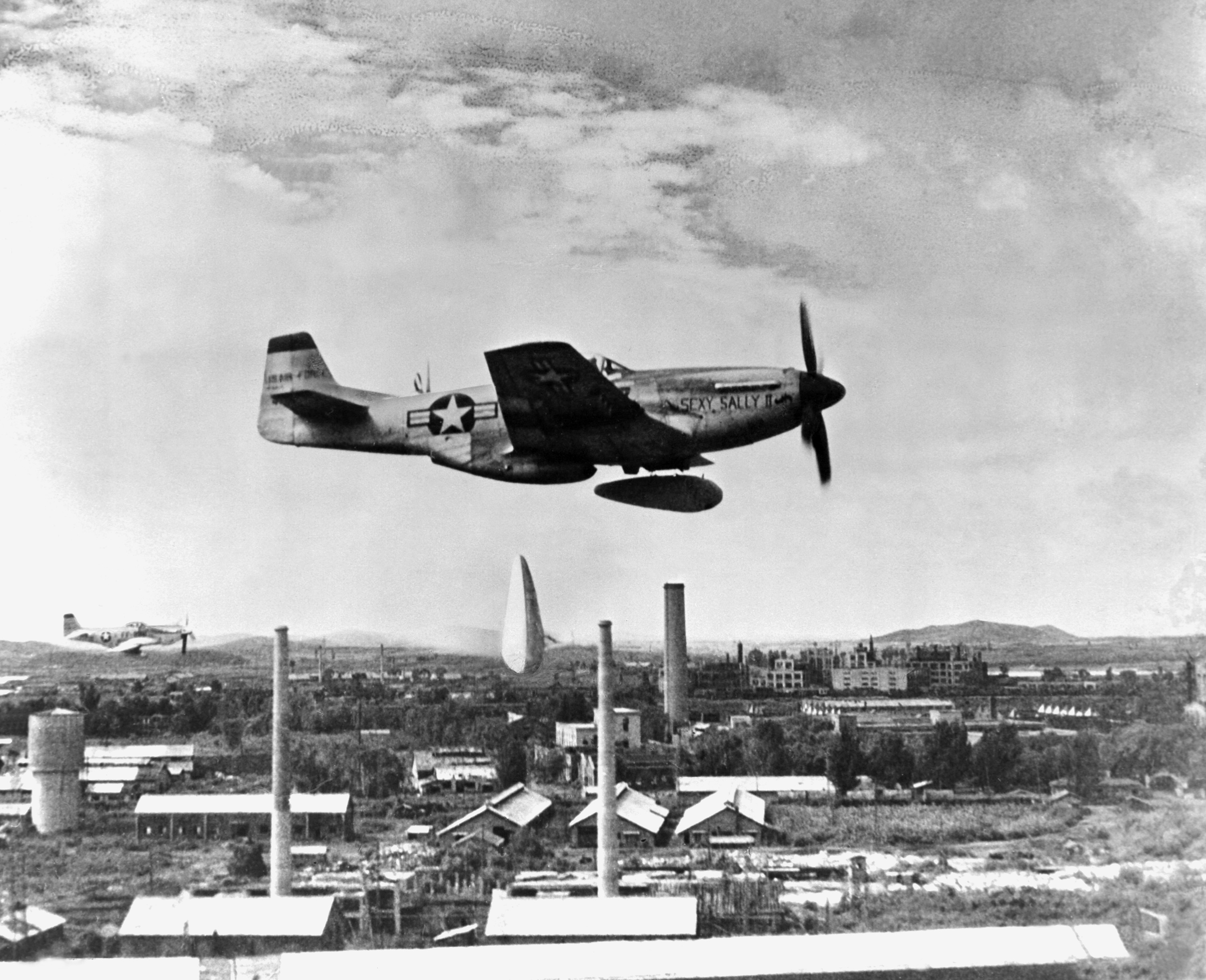
Un North American P-51 Mustang largue deux bombes au napalm sur un complexe industriel nord-coréen en 1951. Avion abattu le 13 septembre 1951 par des MiG-15 de la Force aérienne populaire de Corée.

### 1951
Début janvier 1951, le général Ridgway ordonna à l’aviation de cibler la capitale Pyongyang « dans le but de détruire la ville par le feu à l’aide de bombes incendiaires ». L’objectif fut accompli les 3 et 5 janvier 1951.
À mesure que les Américains se retiraient de Corée du Sud, au 30e parallèle, il menèrent une politique de la terre brûlée ; les villes de Uijeongbu, Wonju et d’autres petites villes du Sud furent incendiées après le passage des troupes.

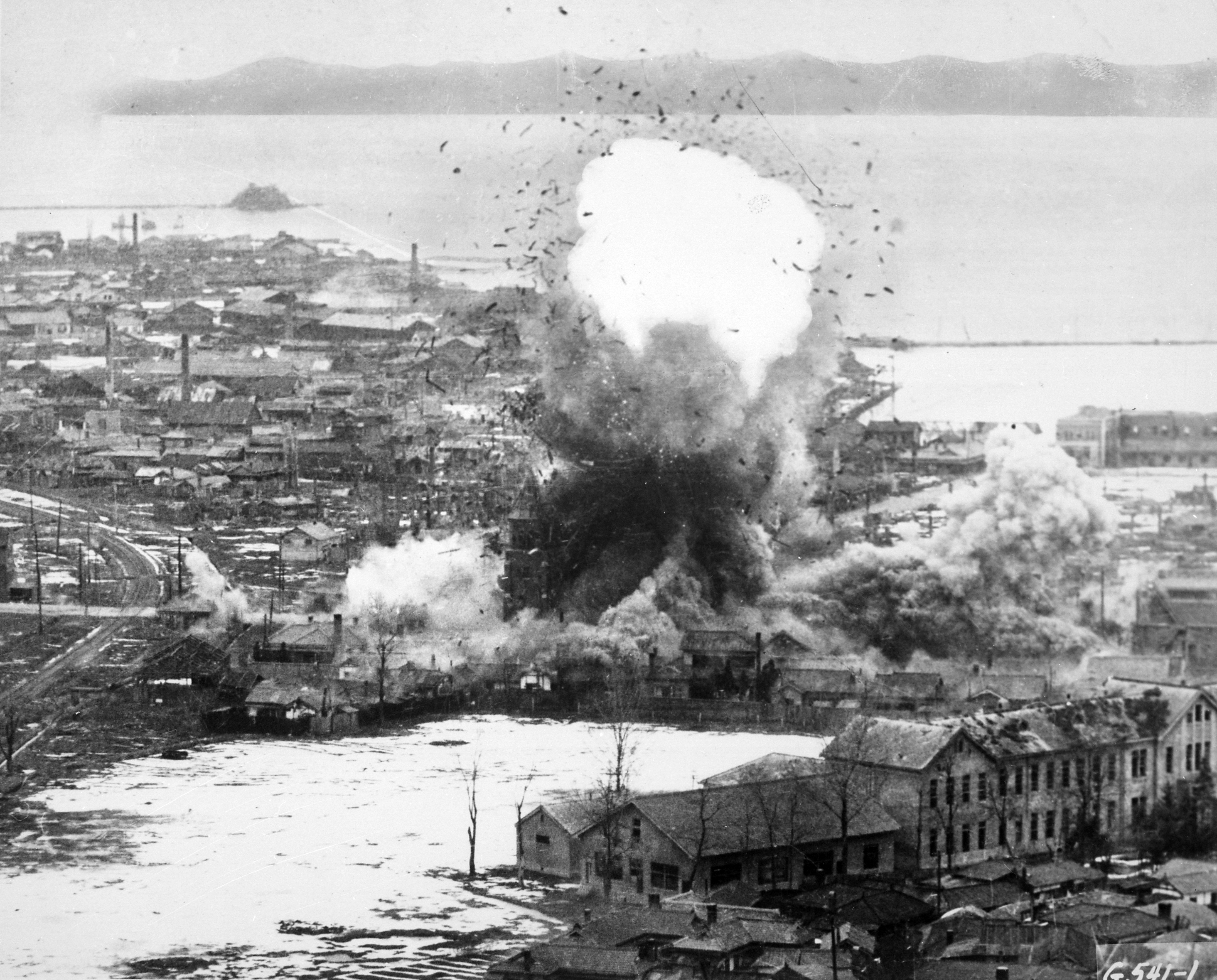
La ville nord-coréenne de Wonsan attaquée par des bombardiers B-26 américains de la cinquième force aérienne, 1951

Le 10 mars 1951, après que la République populaire de Chine eut placé de nouvelles forces près de la frontière nord-coréenne et que les soviétiques eurent stationné deux-cents bombardiers sur les bases aériennes de Mandchourie (d’où ils pouvaient potentiellement frapper les bases américaines au Japon), le général MacArthur demanda une « force atomique de type jour J » afin de conserver la supériorité aérienne sur le théâtre coréen.

### 1952
Dès l’automne de l’année 1952, il ne restait, d’après l’état-major américain, plus aucune « cible majeure » à bombarder en Corée du Nord. Les bombardements dits « conventionnels » commencèrent à se tarir.

## Bombardement de Pyongyang
De 1950 à 1952 la capitale de la Corée du Nord fut intégralement rasée sous plus de 400 000 bombes américaines, ce qui représente une bombe par habitant à l’époque.
Le 3 janvier 1951 à 10h30, l’attaque de quatre-vingt-deux appareils américains sur la ville est responsable d’une grande partie de la destruction de la capitale bien que, selon un câble officiel déclassifié du conseil de sécurité de l’ONU, les militaires américains auraient eu conscience, avant son attaque, que la capitale n’abritait pas d’objectif militaire majeur. Ce câble en provenance du gouvernement nord-coréen demandait également l’assistance des Nations unies pour « retenir l’agresseur américain » contre d’importantes pertes civiles coréennes.

## Bilan
Conrad Crane écrivit à la demande de la U.S. Air Force un historique de la stratégie aérienne durant la guerre de Corée. Il y indique que l’armée de l’air américaine « provoqua une destruction terrible dans toute la Corée du Nord. L’évaluation à l’armistice des dégâts provoqués par les bombardements révéla que sur les 22 villes principales du pays, 18 avaient été au moins à moitié anéanties. » Un tableau établi par l’auteur soutient que les grandes villes industrielles de Hamhung et de Hŭngnam avaient été détruites à 80 %-85 %, Sariwon à 95 %, Sinanju à 100 %, le port de Chinnamp’o à 80 % et Pyongyang à 75 %.
Le tableau ci-dessous indique les résultats d’une évaluation conduite par l’U.S. Air Force du pourcentage de destruction de villes et nœuds de transport touchés des bombardements, tel qu’indiqué dans son ouvrage :
| Ville                      | % de destruction |
| -------------------------- | ---------------- |
| Conté de Musan             | 5 %              |
| Conté de Sonbong           | 5 %              |
| Anju                       | 15 %             |
| Sinŭiju                    | 50 %             |
| Kimch’aek                  | 50 %             |
| Chongju                    | 60 %             |
| Kanggye                    | 60 %             |
| Haeju                      | 75 %             |
| Pyongyang                  | 75 %             |
| Kyomipo (Songnim)          | 80 %             |
| Hamhung                    | 80 %             |
| Chinnamp’o                 | 80 %             |
| Wonsan                     | 80 %             |
| Hŭngnam                    | 85 %             |
| Sunan-guyok (en)           | 90 %             |
| Sariwon                    | 95 %             |
| Hwangju (comté de Hwangju) | 5 %              |
| Najin (Rashin)             | 97 %             |
| Kunu-dong                  | 100 %            |
| Sinanju                    | 100 %            |

## Témoignages
Le général d’aviation américain Curtis LeMay déclara, après le début de la guerre : « Nous avons en quelque sorte glissé un mot sous la porte du Pentagone disant : « Laissez-nous aller là-bas (...) incendier cinq des plus grandes villes de Corée du Nord — elles ne sont pas très grandes — ça devrait régler les choses. » Eh bien, on nous a répondu par des cris — « Vous allez tuer de nombreux civils », et « c’est trop horrible ». Pourtant, en trois ans (...), nous avons incendié toutes (sic) les villes en Corée du Nord de même qu’en Corée du Sud (...). Sur trois ans, on arrive à le faire passer, mais tuer d’un coup quelques personnes pour régler le problème, beaucoup ne peuvent pas l’encaisser. »
Le général américain William F. Dean, qui fut capturé par les forces nord-coréennes après la bataille de Daejeon, en juillet 1950, déclara qu’il ne restait de la plupart des villes et des villages qu’il vit que « des gravats ou des ruines couvertes de neige »[réf. souhaitée].
Au sein de l’armée américaine, on a pu constater une certaine division sur l’emploi systématique et en très grande quantité de la bombe au napalm sur des objectifs civils comme militaires nord-coréens. Des pilotes américains ont avoué dans plusieurs articles et interviews ne pas considérer que l’envoi de tracts aéroportés sur la population civile consistait en un avertissement efficace avant un bombardement.

## Réactions internationales et écrits a posteriori

### Politiques
Winston Churchill déclara vers la fin de la guerre de Corée à des officiels américains, au sujet des bombes au napalm utilisées : « lorsque le napalm fut inventé à la fin de la seconde guerre mondiale, personne n’imaginait qu’on en «aspergerait» toute une population civile. »
La Cour pénale internationale n'existant pas au moment des faits, les États-Unis ne furent jamais traduits en justice pour crime contre l'humanité pour ce massacre de civils.

### Presse
Le journaliste Blaine Harden écrivit que ce bombardement fut « peut-être la partie la plus oubliée d’une guerre oubliée (...) un grand crime de guerre. Pourtant, cela montre que la haine de l’Amérique éprouvée par la Corée du Nord n’est pas toute fabriquée. Elle est enracinée dans un récit basé sur des faits, dont la Corée du Nord se souvient obsessionnellement et que les États-Unis oublient avec orgueil. »
Plus récemment (2004), l’article de l’historien américain Bruce Cumings fut traduit pour Le Monde diplomatique ; il y écrit : « Sans recourir aux « armes nouvelles », bien que le napalm ait été très nouveau à l’époque, l’offensive aérienne n’en a pas moins rasé la Corée du Nord et tué des millions de civils avant la fin de la guerre. Pendant trois années, les Nord-Coréens se sont trouvés face à la menace quotidienne d’être brûlés par le napalm : « On ne pouvait pas y échapper », m’a confié l’un d’eux en 1981. En 1952, pratiquement tout avait été complètement rasé dans le centre et le nord de la Corée. Les survivants vivaient dans des grottes. »

### Civiles
L’étude de John Mueller (2014) nous informe sur la popularité du bombardement de Corée du Nord et, plus généralement, de la guerre de Corée dans la population américaine des années 1950. Il écrit : « La popularité de l’action militaire américaine en Corée du Nord fut initialement haute puis déclina logarithmiquement aux pertes humaines américaines, (...). On peut également noter une quantité plutôt importante d’opinions tendant à soutenir le président en termes de politique militaire (...). La popularité de la guerre de Corée marqua une lente augmentation quelque temps après l’arrêt des affrontements ».

## Allégations de guerre biologique
Il y a des accusations de la part des autorités nord-coréennes et chinoises de guerre biologique au cours du XXe siècle mais elles ont été démenties par des documents soviétiques et aucun document américain n’a confirmé ces allégations. En outre, Le 2 mai 1953, le Kremlin chargea l’ambassadeur soviétique à Pékin, V. V. Kouznetsov, de transmettre le message suivant à Mao : « Le gouvernement soviétique et le Comité central du PCUS furent induits en erreur. La diffusion par la presse d’informations concernant l’utilisation par les Américains d’armes bactériologiques en Corée était basée sur des informations fallacieuses. Les accusations contre les Américains étaient fausses. » Et, à l’intention du chargé d’affaires soviétique en Corée du Nord : « Nous recommandons que la question d’une guerre bactériologique […] ne soit plus abordée au sein d’organisations internationales et d’organes de l’ONU. […] Les ouvriers soviétiques impliqués dans la fabrication de la prétendue preuve d’un emploi d’armes bactériologiques seront sévèrement punis. »
Des historiens ou philosophes ont assuré que la guerre bactériologique américaine n’a jamais existé et qu’elle a été montée de toutes pièces par le journaliste australien Wilfred Burchett, qui était un agent d’influence travaillant pour le compte de l’URSS.